# Geniascota trichoptycha
Geniascota trichoptycha là một loài bướm đêm trong họ Noctuidae.